# Hugo Atzwanger
Hugo Atzwanger (Feldkirch, 19 de febrero de 1883-Bozen, 19 de junio de 1960) fue un fotógrafo, pintor y folclorista austriaco.

## Biografía
Tras la mudanza de su familia a Brixen en 1903 Hugo Atzwanger maduró en la importante escuela local Vinzentinum. Finalmente estudió en la Academia de Bellas Artes de Múnich, donde algunos de sus profesores fueron Wilhelm von Diez y Gabriel von Hackl. 
Entre 1940 y 1943 fue contratado por la Ahnenerbe nazi para documentar la zona del Südtirol, que desde el final de la Primera Guerra Mundial pertenecía a Italia, creando un rico fondo de imágenes sobre la zona.
Entre los años 1949 y 1957 trabajó para el gobierno regional del Tirol para retratar los valles del norte y el este de esta zona.

## Trabajos (selección)
- Alrededor de 23.000 de sus fotos forman parte de los fondos del Museo Regional de Tirol del Sur en Dietenheim.[1][2]

## Homenajes
- 1956. Miembro de honor de la Südtiroler Künstlerbund